# Battaglia di Petilia
La battaglia di Petilia fu combattuta nel 71 a.C. nel corso della Terza guerra servile, la rivolta di gladiatori e schiavi capeggiata da Spartaco. Nel corso di essa i Romani vennero sconfitti dalle truppe ribelli, anche se poco dopo questi ultimi vennero sconfitti a loro volta, definitivamente.